# Boulogne-sur-Helpe
Boulogne-sur-Helpe település Franciaországban, Nord megyében. Lakosainak száma 294 fő (2022. január 1.). Boulogne-sur-Helpe Haut-Lieu, Cartignies, Étrœungt és Floyon községekkel határos.

## Népesség
A település népességének változása:
| Lakosok száma | 322  | 334  | 344  | 339  | 340  | 341  | 325  | 310  | 294  |
|               | 2013 | 2015 | 2016 | 2017 | 2018 | 2019 | 2020 | 2021 | 2022 |